# Static – Nincs menekvés
A Static – Nincs menekvés (eredeti cím: Static) 2012-ben bemutatott amerikai misztikus-horrorfilm, melyet Todd Levin rendezett. A főszerepet Sara Paxton, Sarah Shahi és Milo Ventimiglia alakítja.

## Cselekmény
Jonathan Dade (Milo Ventimiglia) regényíró és felesége, Addie (Sarah Shahi) egy nagy házban élnek a semmi közepén. Nemrégiben veszítették el hároméves kisfiukat, Thomast, aki belefulladt a tóba, a szülők nem tudnak megbocsátani maguknak és nehezen lépnek tovább. Az egyik este egy Rachel (Sara Paxton) nevű furcsa nő kopogtat a bejárati ajtón, mondván, hogy az autója tönkrement és gázálarcot viselő alakok követik. Jonathan és Addie kedvesek vele, és beengedik aznap éjszakára. Valamivel később betolakodók törnek a házba és elviszik Rachelt. Ezt követően Jonathant és Addie-t veszik célpontul.
Jonathan és Addie gázálarcokat és egyenruhákat viselő, nagyrészt láthatatlan behatolók elől menekülnek. Sikerül elhagyniuk a házat és a kertbe, a garázsba, majd az erdőbe menekülni, de ismét a saját házukban lyukadnak ki. A film végén kiderül, hogy Jonathan és Addie szellemek, Rachel pedig a gázálarcosok csapatának tagja, akik szellemvadászok. A feladatuk kísértetjárta házakat takarítni olyan szellemektől, akik még nem távoztak.

## Szereplők
| Szerep        | Színész          | Magyar hang      |
| ------------- | ---------------- | ---------------- |
| Jonathan Dade | Milo Ventimiglia | Seszták Szabolcs |
| Addie Dade    | Sarah Shahi      | Németh Borbála   |
| Rachel        | Sara Paxton      | N/A              |
| Greg Wagner   | William Mapother | N/A              |
| betolakodó    | Dominic Bogart   | N/A              |
| Thomas Dade   | Oz Kalvan        | N/A              |

## Fordítás
- Ez a szócikk részben vagy egészben  a   Static (2012 film) című angol Wikipédia-szócikk fordításán alapul.  Az eredeti cikk szerkesztőit annak laptörténete sorolja fel. Ez a jelzés csupán a megfogalmazás eredetét és a szerzői jogokat jelzi, nem szolgál a cikkben szereplő információk forrásmegjelöléseként.